# Théorie de l'imprévision
La théorie de l'imprévision est une théorie juridique prévoyant que dans le cadre de l’exécution d’un contrat, une modification générale de l’équilibre de celui-ci pourrait entraîner sa révision par le juge, du fait d'un changement de circonstances qui ne pouvait être prévu au moment de sa formation.

## Droit belge
(avril 2021).
En Belgique, la théorie de l'imprévision ne dispose pas de base légale générale. Toutefois, le changement de circonstances a été pris en compte dans plusieurs dispositions légales particulières, notamment concernant la révision du loyer du bail d'une résidence principale.
La Cour de cassation belge est également récalcitrante à utiliser la théorie de l'imprévision. Ainsi, la Cour de cassation a considéré dans un arrêt du 14 avril 1994 que l'exécution de bonne foi d'un contrat ne permet pas de demander sa modification en cas de circonstances nouvelles et non prévues par les parties.
La doctrine a donc tenté de théoriser des alternatives visant à intégrer les modifications de l'équilibre général d'un contrat, notamment à travers la théorie des sujétions imprévues. En pratique, l'insertion de clauses spécifiques de hardship permet également de prévenir les conséquences contractuelles d'un changement de circonstances.

## Droit français
En France, cette théorie a été traditionnellement rejetée par le juge judiciaire en application du principe de force obligatoire du contrat mais a été finalement intégrée au droit civil par la réforme du droit des contrats de 2016, tout en restant fortement dérogatoire et, en 2019, encore rarement mise en pratique, ce qui a changé avec la pandémie Covid-19 en 2020. En revanche, cette théorie est  continellement appliquée par le juge administratif depuis l'arrêt Compagnie générale d'éclairage de Bordeaux rendu par le Conseil d'État le 30 mars 1916.

### En droit administratif
En droit administratif, la théorie prévoit que, dans le cadre de l'exécution d'un contrat administratif, le cocontractant de l’administration pour lequel l’exécution serait rendue plus difficile à la suite d’un événement imprévisible et temporaire peut bénéficier d’une indemnisation partielle du préjudice qui lui a été causé. En revanche, le cocontractant doit poursuivre l'exécution du contrat.

### En droit civil
La Cour de cassation française a dans un premier temps fermement rejeté toute possibilité pour le juge du fond de modifier les conventions au visa de l'article 1134 (renuméroté 1103) du Code civil qui dispose que « les conventions légalement formées tiennent lieu de loi à ceux qui les ont faites. Elles ne peuvent être révoquées que de leur consentement mutuel ou pour les causes que la loi autorise. Elles doivent être exécutées de bonne foi. » Dans le contexte de la  réforme du droit des contrats, le nouvel article 1195, tout en intégrant la possibilité pour une partie de demander une renégociation du contrat prévue par l’avant-projet Catala ou de la voir ordonnée par le juge, permet également au juge du contrat de prononcer sa modification pour en permettre la poursuite ou, à défaut, sa résolution.

## Droit québécois
Dans l'arrêt Churchill Falls (Labrador) Corp. c. Hydro-Québec, la Cour suprême du Canada observe que la théorie de l'imprévision est rejetée en droit québécois. Le législateur québécois a refusé d'autoriser cette exception à la force obligatoire du contrat lorsqu'il a adopté le nouveau Code civil en 1994. Le contrat étant la loi des parties, les parties sont tenues de le respecter, malgré les imprévus qui peuvent survenir.

## Common law
Dans le droit des contrats de la common law, les situations factuelles d'imprévision contractuelle sont régies par les règles d'inexécutabilité (anglais : frustration) issues d'arrêts de principe tels que Taylor v Caldwell et Krell v Henry,